# Radnik Surdulica
Fudbalski Klub Radnik Surdulica (serb.: Фудбалски Kлуб Радник Сурдулица) – serbski klub piłkarski z siedzibą w Surdulicy (w okręgu pczyńskim). Został utworzony w 1926 roku. Obecnie występuje w Super liga Srbije. 

## Stadion
Klub rozgrywa swoje mecze domowe na stadionie Stadion Gradski w Surdulicy, który może pomieścić 3.500 widzów.

## Sezony
| Sezon                          | Liga                             | Poziom | Miejsce |
| Federalna Republika Jugosławii |                                  |        |         |
| 1999/00                        | Srpska liga (Grupa Niš)          | III    | 18      |
| 2000/01                        | Zonska liga (Južnomoravska zona) | IV     | 1       |
| 2001/02                        | Srpska liga (Grupa Niš)          | III    | 12      |
| 2002/03                        | Srpska liga (Grupa Niš)          | III    | 14      |
| Serbia i Czarnogóra            |                                  |        |         |
| 2003/04                        | Zonska liga (Južnomoravska zona) | IV     | 5       |
| 2004/05                        | Zonska liga (Južnomoravska zona) | IV     | 8       |
| 2005/06                        | Zonska liga (Južnomoravska zona) | IV     | 6       |
| Serbia                         |                                  |        |         |
| 2006/07                        | Zonska liga (Južnomoravska zona) | IV     | 5       |
| 2007/08                        | Zonska liga (Niska zona)         | IV     | 3       |
| 2008/09                        | Srpska liga (Grupa Istok)        | III    | 12      |
| 2009/10                        | Srpska liga (Grupa Istok)        | III    | 7       |
| 2010/11                        | Srpska liga (Grupa Istok)        | III    | 3       |
| 2011/12                        | Srpska liga (Grupa Istok)        | III    | 4       |
| 2012/13                        | Srpska liga (Grupa Istok)        | III    | 1       |
| 2013/14                        | Prva liga Srbije                 | II     | 10      |
| 2014/15                        | Prva liga Srbije                 | II     | 1       |
| 2015/16                        | Super liga Srbije                | I      | 8       |
| 2016/17                        | Super liga Srbije                | I      | 12      |
| 2017/18                        | Super liga Srbije                | I      | 9       |
| 2018/19                        | Super liga Srbije                | I      | 9       |
| 2019/20                        | Super liga Srbije                | I      | 11 *    |
| 2020/21                        | Super liga Srbije                | I      | ?       |

 * Z powodu sytuacji epidemicznej związanej z koronawirusem COVID-19 rozgrywki sezonu 2019/2020 zostały zakończone po rozegraniu 30 kolejek.

## Sukcesy
- 8. miejsce Super ligi Srbije (I liga) (1x): 2016.
- mistrzostwo Prvej ligi Srbije (II liga) (1x): 2015 (awans do Super ligi Srbije).
- mistrzostwo Srpskiej ligi – Grupa Istok (III liga) (1x): 2013 (awans do Prvej ligi Srbije).
- mistrzostwo Zonskiej ligi – Grupa Južnomoravska zona (IV liga) (1x): 2001 (awans do Srpskiej ligi).
- 3. miejsce Zonskiej ligi – Grupa Niska zona (IV liga) (1x): 2008 (awans do Srpskiej ligi).